# Cyanocorax cyanomelas
La ghiandaia viola (Cyanocorax cyanomelas (Vieillot, 1818)) è un uccello passeriforme della famiglia dei corvidi.

## Etimologia
Il nome scientifico della specie, cyanomelas, deriva dall'unione delle parole greche κυανος (kyanos/kuanos, "ciano") e μελας (melas, "nero"), col significato di "blu e nero", in riferimento alla livrea di questi uccelli.

## Descrizione

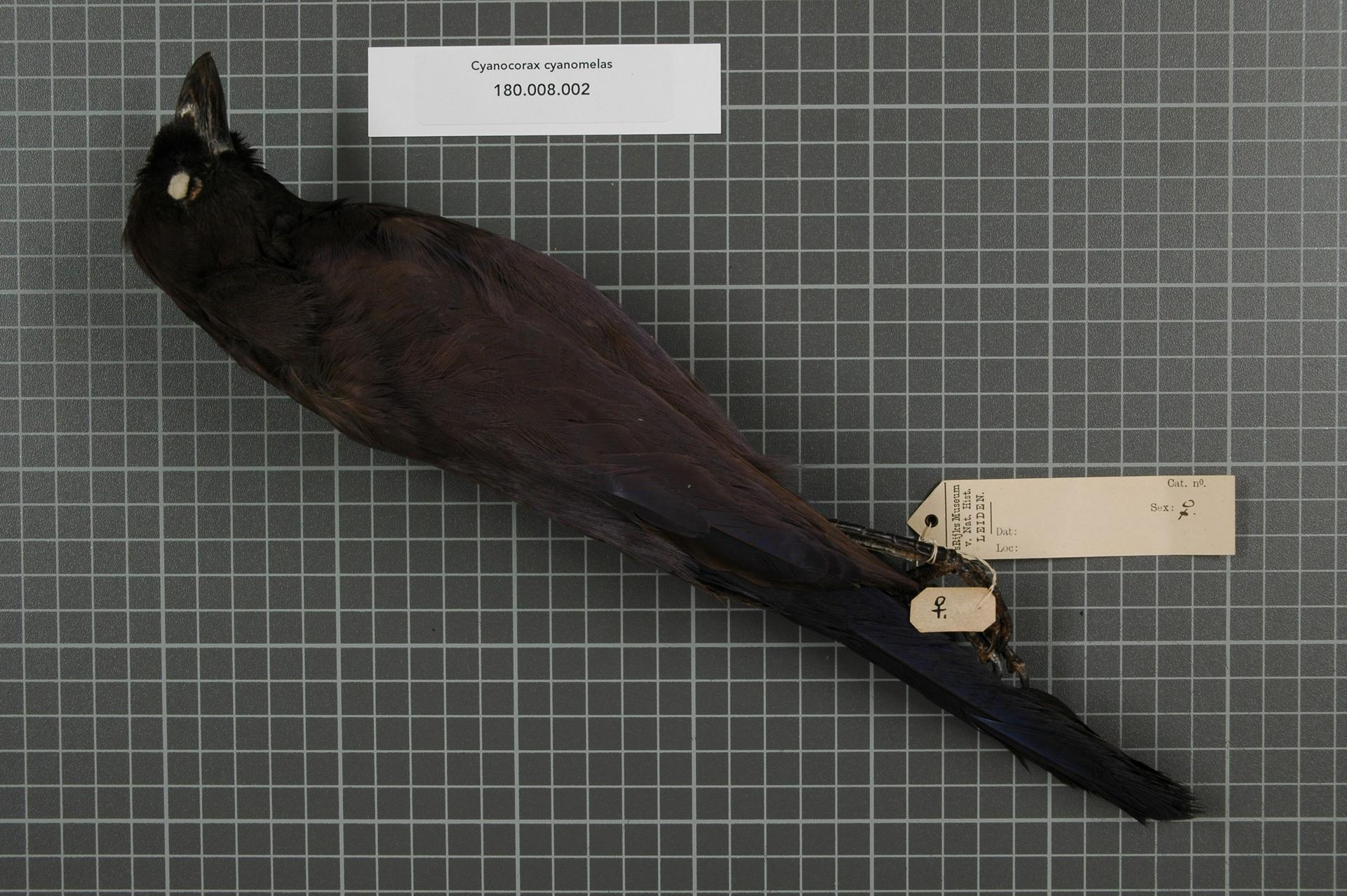
Veduta laterale di esemplare impagliato.

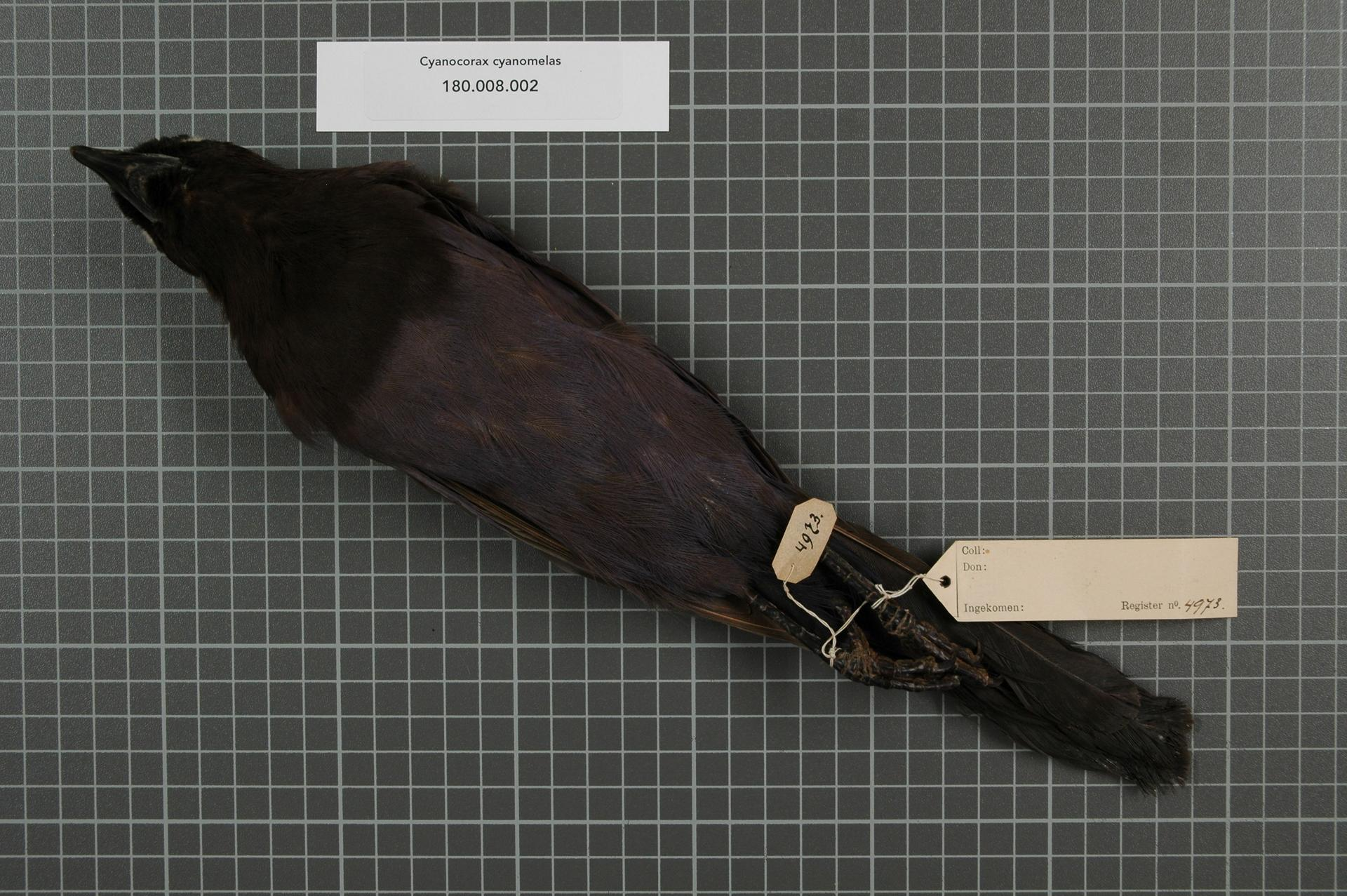
Veduta ventrale di esemplare impagliato.

### Dimensioni
Misura 37 cm di lunghezza, per 185-210 g di peso.

### Aspetto
Si tratta di uccelli dall'aspetto tozzo e robusto, con grossa testa ovale e allungata, becco forte e conico dall'estremità lievemente adunca, grandi occhi, lunghe ali digitate, coda piuttosto allungata e forti zampe artigliate.
Il piumaggio si presenta di color caffè su testa, gola e parte superiore del petto, mentre sulla nuca esso sfuma nel grigio-bluastro con decise sfumature violaceo-purpuree, al quale la specie deve il nome comune ed il nome scientifico: di questo colore sono petto, ventre, sottocoda, dorso, ali, codione e coda. Quest'ultima, così come l'area scapolare, è maggiormente tendente al blu: anche il sottocoda e le remiganti sono di questo colore, presentando inoltre (così come la coda) la superficie inferiore di colore bruno scuro.

I due sessi sono perfettamente simili nella colorazione.
Il becco e le zampe sono di colore nero, mentre gli occhi sono di colore bruno scuro.

## Biologia

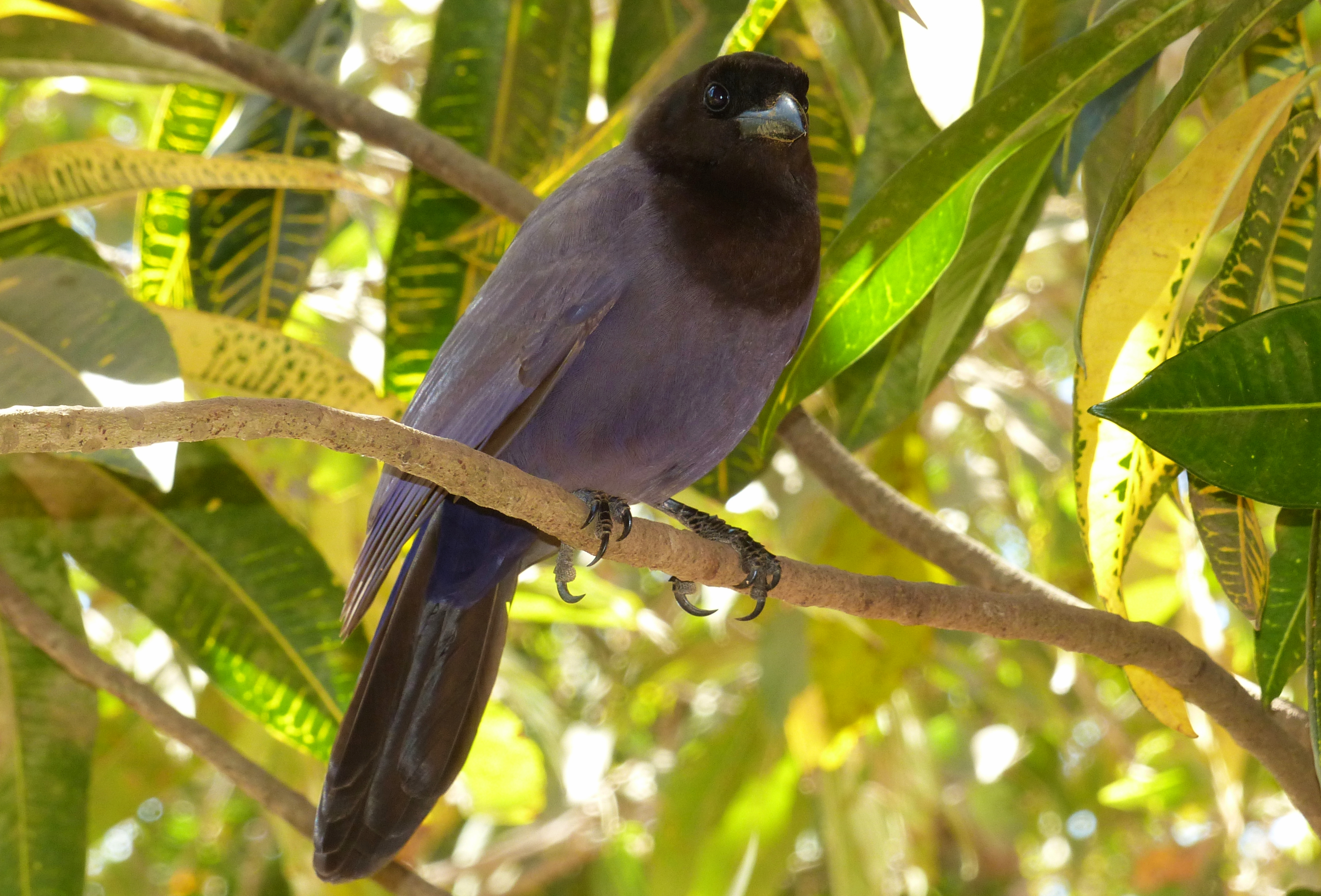
Esemplare a Poconé.

La ghiandaia viola è un uccello dalle abitudini di vita essenzialmente diurne, che vive in coppie o in gruppetti familiari di 4-10 individui, i quali passano la maggior parte della giornata alla ricerca di cibo al suolo o fra i rami di alberi e cespugli.
Le ghiandaie viola ono uccelli molto garruli e vocali, che si tengono in contatto vocale quasi costante fra loro durante la giornata: i richiami di questi uccelli sono acuti e gracchianti.

### Alimentazione
Si tratta di uccelli onnivori, che si cibano sia di alimenti di origine vegetale (granaglie, frutta, bacche) che animale (carne proveniente da carcasse, insetti ed altri invertebrati, larve, piccoli vertebrati e uova e nidiacei ottenuti razziando i nidi) a seconda della disponibilità del momento.

### Riproduzione

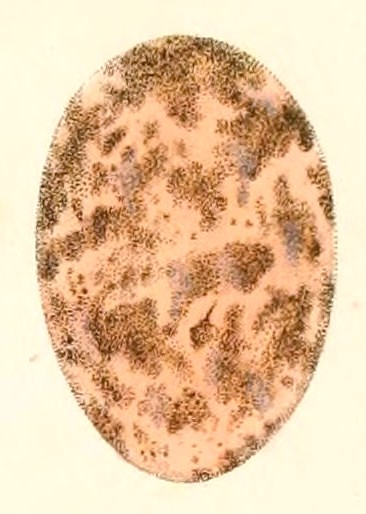
Uovo.

Si tratta di uccelli monogami, in cui le coppie rimangono insieme per la vita.
La stagione riproduttiva comincia agli inizi di ottobre: le coppie collaborano sia nella costruzione del nido (a forma di coppa con piattaforma circostante, edificato con rametti e fibre vegetali intrecciati e foderato internamente con fibre vegetali più soffici) e nella cova delle 3-5 uova (che vengono incubate dalla sola femmina, imbeccata dal maschio durante quest'attività, con quest'ultimo che si incarica inoltre di sorvegliare i dintorni del nido), mentre nell'allevamento della prole possono essere coinvolti anche gli altri membri del gruppo.

## Distribuzione e habitat

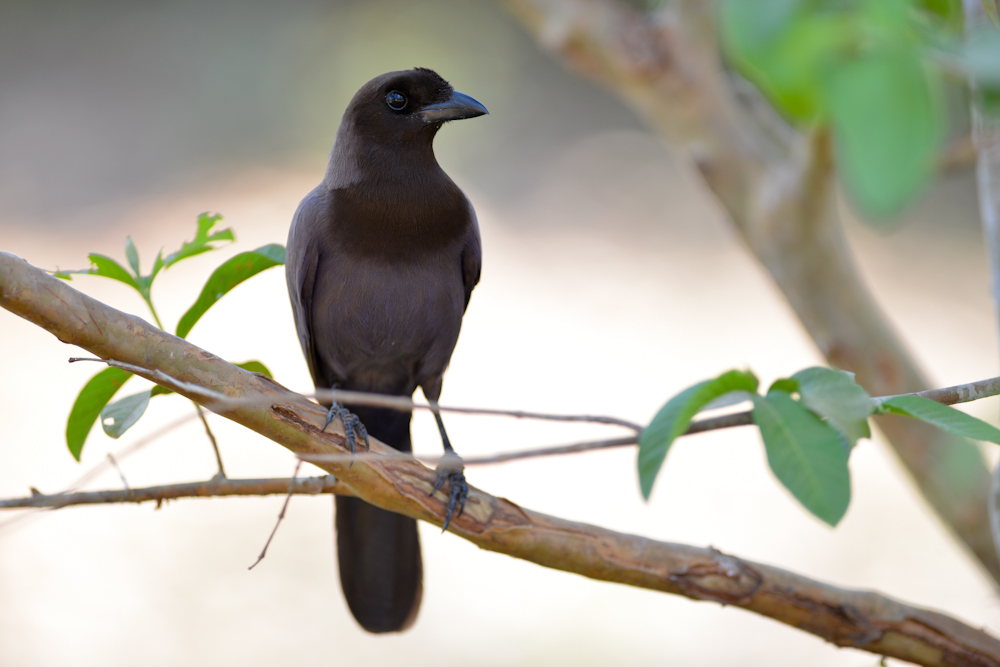
Esemplare in natura.

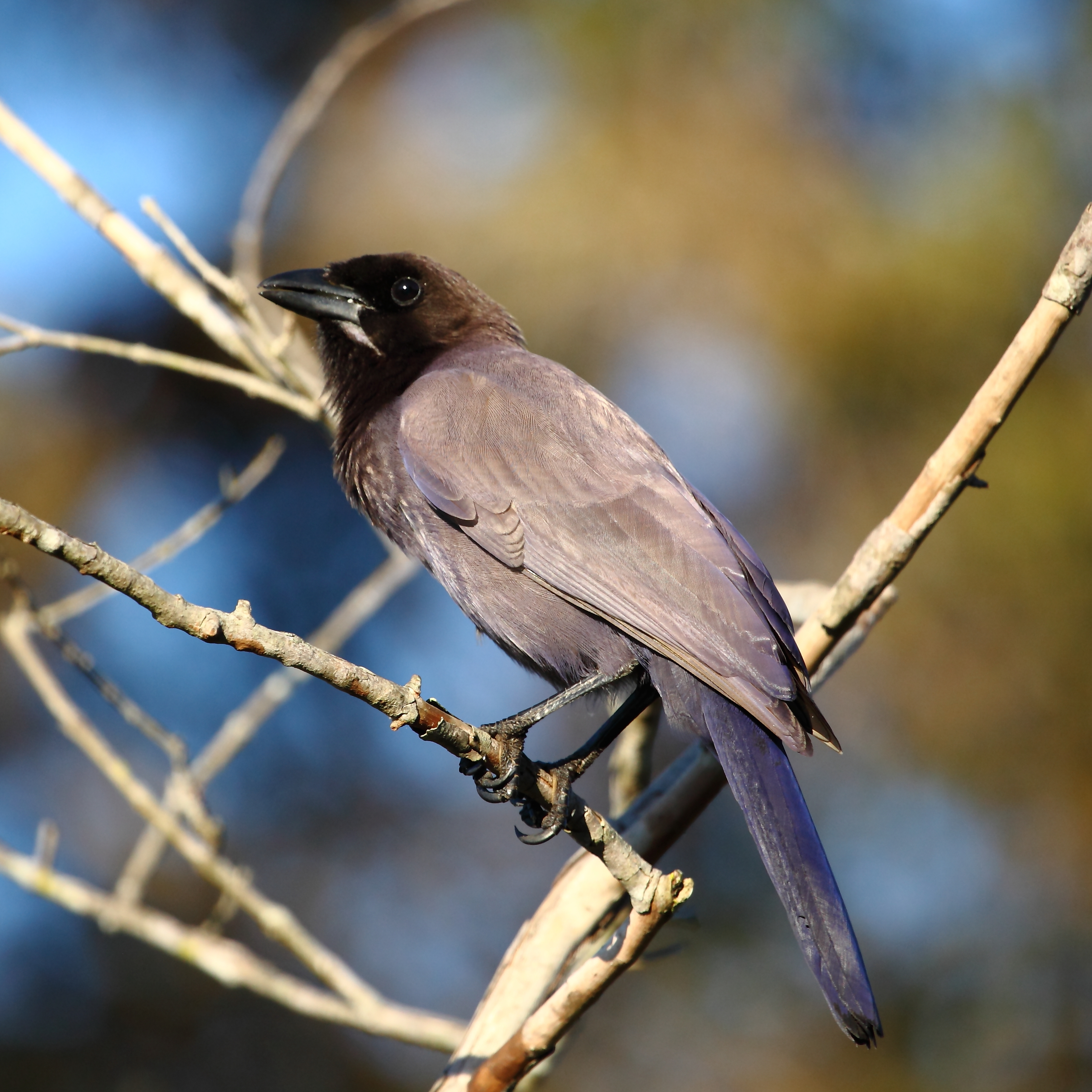
Esemplare nel Pantanal.

La ghiandaia cerulea abita il Sudamerica centro-meridionale, dalle pendici andine dell'estremità sud-orientale del Perù (regioni di Cusco e Madre de Dios) al nord-ovest dell'Uruguay (dipartimento di Artigas), attraverso la Bolivia centrale e meridionale, il Paraguay, l'Argentina settentrionale (province di Salta e Misiones, porzione orientale di Formosa e del Chaco, nord del Corrientes e Santa Fe) ed il Brasile meridionale (stati di Mato Grosso e Mato Grosso do Sul, sud-ovest del Goiás, estremità occidentali di San Paolo e Paraná, sud della Rondônia).
L'habitat di questi uccelli è rappresentato dalle aree di foresta arida e foresta a galleria, con intermittenza di aree boschive più o meno estese e radure erbose o cespugliose.